# Německé volby do spolkového sněmu 2025
Volby do Německého spolkového sněmu se konaly 23. února 2025. Jednalo se o předčasné volby po rozpadu vládnoucí semaforové koalice v listopadu 2024. Datum voleb bylo původně státní volební komisí doporučeno v srpnu 2024 na 28. září 2025, přičemž krátce poté datum konání schválil německý prezident Frank-Walter Steinmeier. Termín konání voleb se však změnil po rozpadu vládnoucí koalice.
Po volbách v roce 2021 byla ustanovena vládnoucí koalice stran SPD, Zelených a FDP, čímž vznikla vláda Olafa Scholze. V průběhu volebního období se nicméně potýkala s nízkou mírou důvěry voličů a v listopadu 2024 došlo k jejímu rozpadu.

## Výsledky
| Kandidující subjekt      | CDU/CSU                              | AfD                                  | SPD                                | Zelení                             | Levice                            | BSW                              | FDP                              | SSW                           |
| ------------------------ | ------------------------------------ | ------------------------------------ | ---------------------------------- | ---------------------------------- | --------------------------------- | -------------------------------- | -------------------------------- | ----------------------------- |
| Volební lídr             | Friedrich Merz                       | Alice Weidelová                      | Olaf Scholz                        | Robert Habeck                      | Jan van Aken Heidi Reichinneková  | Sahra Wagenknechtová             | Christian Lindner                | Stefan Seidler                |
| Výsledek – kandidátka    | 28,52 % 14 158 432 hlasů 36 mandátů  | 20,80 % 10 327 148 hlasů 110 mandátů | 16,41 % 8 148 284 hlasů 76 mandátů | 11,61 % 5 761 476 hlasů 73 mandátů | 8,77 % 4 355 382 hlasů 36 mandátů | 4,97 % 2 468 670 hlasů 0 mandátů | 4,33 % 2 148 878 hlasů 0 mandátů | 0,15 % 76 126 hlasů 1 mandát  |
| Výsledek – obvody        | 32,07 % 15 873 697 hlasů 172 mandátů | 20,56 % 10 175 438 hlasů 42 mandátů  | 20,07 % 9 934 614 hlasů 46 mandátů | 11,00 % 5 442 912 hlasů 12 mandátů | 7,94 % 3 932 584 hlasů 6 mandátů  | 0,60 % 299 226 hlasů 0 mandátů   | 3,28 % 1 623 351 hlasů 0 mandátů | 0,12 % 58 773 hlasů 0 mandátů |
| Rozdíl od minulých voleb | +12 mandátů                          | +69 mandátů                          | –86 mandátů                        | –33 mandátů                        | +25 mandátů                       | subjekt neexistoval              | –91 mandátů                      | +/–0                          |

## Situace po volbách
Ihned po volbách oznámily CDU/CSU a SPD jednání o společné vládě. To bylo úspěšně završeno v dubnu 2025.